# Baie de Mocambo
La baie de Mocambo (en portugais Baía de Mocambo) est une baie du canal du Mozambique, dans l'océan Indien, formée par le littoral du Mozambique.

## Situation
La baie de Mocambo se situe dans le long du littoral de la Province de Nampula dans le nord du Mozambique. La rivière Monapo (en) se jette dans l'océan Indien à cet endroit. La principale agglomération autour de la baie est la petite ville de Lunga. La baie se situe également au sud de l'île de Mozambique.

## Caractéristiques
Comme dans la plupart du littoral du nord du Mozambique allant jusqu'à la frontière avec la Tanzanie, la baie de Mocambo possède de nombreux récifs coralliens de type frangeant.

## Histoire
La baie de Mocambo se situe à une vingtaine de kilomètres au sud de l'île de Mozambique qui était une escale majeure dans le voyage qui menait les navires jusqu’en Inde. Les traites négrières, qui existaient déjà avant l'arrivée des européens à la fin du XVe siècle, a été l'une des activités principales de la région jusqu'au début du XXe siècle. La baie de Mocambo était considérée comme l'un des meilleures ports secondaires grâce à ses eaux profondes qui permettaient aux bateaux d'accoster en sécurité,.